# L'arcolaio d'oro
L'arcolaio d'oro (in lingua ceca Zlatý kolovrat), Op. 109, B. 197, è un poema sinfonico per orchestra di Antonín Dvořák, composto tra il gennaio e l'aprile del 1896. La composizione è ispitata ad un poema omonimo presente in Kytice, una raccolta di ballate folk di Karel Jaromír Erben.
Una esecuzione semi pubblica venne data al Conservatorio di Praga il 3 giugno 1896, diretta da Antonín Bennewitz. La sua prima esecuzione pubblica avvenne a Londra il 26 ottobre 1896, diretta da Hans Richter.
La composizione è scritta per un'orchestra composta dai seguenti strumenti: ottavino, 2 flauti, 2 oboe, corno inglese, 2 clarinetti, 2 fagotti, controfagotto, 4 corni francesi, 2 trombe, 3 tromboni, tuba, timpani, grancassa, piatti, triangolo, arpa, e archi. L'esecuzione dura circa 27 minuti.

## Storia
Durante una cavalcata, un re si imbatte in una giovane donna, Dornička, e si innamora di lei. Chiede alla sua matrigna di volerla  portare al suo castello. La matrigna e la sorellastra partono per recarsi al castello del re portando Dornička con loro. Lungo la strada, la uccidono, le tagliano i piedi e le mani, e le cavano gli occhi. La sorellastra si spaccia per Dornička e sposa il re, dopo di che egli deve partire per la guerra.
Nel frattempo, nella foresta, un mago trova i resti di Dornička e decide di riportarla in vita. Egli invia una lettera al castello per convincere la sorellastra a reatuire i "due piedi" in cambio di un arcolaio d'oro, le "due mani" per una conocchia d'oro, e i "due occhi" per un fuso d'oro. Assemblato il corpo completo, il mago riporta Dornička in vita.
Il re torna dalla battaglia e sente la ruota dell'arcolaio d'oro raccontare i dettagli raccapriccianti dell'omicidio di Dornička. Si inoltra nella foresta per ricongiungersi a lei.

## Discografia selezionata
- Thomas Beecham dirige la Royal Philharmonic Orchestra; registrazione del 1947; Dutton (2000); Past Classics (2008)
- Václav Talich dirige la Orchestra Filarmonica Ceca; registrazione del 1949; realizzazione originale 1951; Supraphon 3827 (2006)
- Václav Neumann dirige la Orchestra Sinfonica di Praga; Supraphon LPV 370 (1960)
- Zdeněk Chalabala dirige l'Orchestra Filarmonica ceca; registrazione del 1961; Supraphon 3056 (1996)
- István Kertész dirige la Orchestra Sinfonica di Londra; Decca 417596-2 (1970)
- Rafael Kubelík dirige la Bavarian Radio Symphony Orchestra; recorded 1975; Deutsche Grammophon 435074-2 (1992)
- Václav Neumann dirige l'Orchestra Filarmonica Ceca; recorded 1977; Supraphon SU 0199-2022 (1978)
- Neeme Järvi dirige la Royal Scottish National Orchestra; Chandos 8501 (1987)
- Vernon Handley dirige la Orchestra Sinfonica di Malmö; Big Ben (1989)
- Eliahu Inbal dirige la Philharmonia Orchestra; Teldec 9031-72305-2 (1992)
- Jiří Bělohlávek dirige l'Orchestra Filarmonica Ceca; Chandos 9048 (1992)
- Stephen Gunzenhauser dirige la Polish National Radio Symphony Orchestra; Naxos 550598 (1993)
- Zdeněk Mácal dirige la Orchestra Sinfonica di Milwaukee; Koss 1026 (1998)
- Nikolaus Harnoncourt dirige la Royal Concertgebouw Orchestra; Teldec 87630 (2003)
- Charles Mackerras dirige l'Orchestra Filarmonica Ceca; Supraphon SU 3771-2; Supraphon 4012 (2004)
- Theodore Kuchar dirige la Janáček Philharmonic Orchestra, Brilliant Classics 92297 (2004)
- Simon Rattle dirige la Berliner Philharmoniker; EMI Classics 58019 (2005)
- Yakov Kreizberg dirige la Orchestra Filarmonica dei Paesi Bassi; Naxos 5186082 (2009)